# Danh sách ngoại hành tinh được phát hiện năm 2021
Danh sách ngoại hành tinh được phát hiện năm 2021 là danh sách các ngoại hành tinh đã được xác nhận lần đầu là được quan sát vào năm 2021.

## Danh sách
| Tên                       | Khối lượng (MJ)       | Bán kính (RJ)            | Chu kỳ quỹ đạo (ngày)           | Bán trục nhỏ (AU)           | Nhiệt độ (K)   | Kĩ thuật quan sát             | Khoảng cách (ly)    | Khối lượng ngôi sao chủ (M☉) | Nhiệt độ ngôi sao chủ (K)    | Chú thích                                                                           |
| ------------------------- | --------------------- | ------------------------ | ------------------------------- | --------------------------- | -------------- | ----------------------------- | ------------------- | ---------------------------- | ---------------------------- | ----------------------------------------------------------------------------------- |
| HD 108236 f               |                       | 0.17406+0.00482 −0.00437 | 29.54255± 0.00069               | 0.1759± 0.0037              |                | quá cảnh                      | 211                 | 0.853± 0.047                 | 5,720.0± 50.0                | [ 1 ] [ 2 ]                                                                         |
| NGTS-14Ab                 | 0.092± 0.012          | 0.444± 0.030             | 3.5357173± 0.0000069            | 0.0403± 0.0071              | 1,143± 139     | quá cảnh                      | 1,060               | 0.898± 0.035                 | 5,187± 11                    | [ 3 ]                                                                               |
| TOI-1259Ab                | 0.441+0.049 −0.047    | 1.022+0.030 −0.037       | 3.4779780+0.0000019 −0.0000017  | 0.04070+0.00114 −0.00110    | 936            | quá cảnh                      | 385± 1              | 0.68+0.1 −0.01               | 4,775± 100                   | Also white dwarf on a wide orbit                                                    |
| NGTS-13b                  | 4.84± 0.44            | 1.142± 0.046             | 4.12                            | 0.0549+0.0015 −0.0025       | 1,605± 30      | quá cảnh                      | 2150                | 1.30+0.11 −0.18              | 5,819± 73                    | [ 5 ]                                                                               |
| TOI-628 b                 | 6.33+0.29 −0.31       | 1.060+0.041 −0.034       | 3.4095675+0.0000070 −0.0000069  | 0.04860+0.00080 −0.00094    | 1,586+52 −40   | quá cảnh                      | 582                 | 1.311+0.066 −0.075           | 6,250+220 −190               | Host star also known as HD 288842                                                   |
| TOI-640 b                 | 0.88± 0.16            | 1.771+0.060 −0.056       | 5.0037775± 0.0000048            | 0.06608+0.00098 −0.0011     | 1,749+26 −30   | quá cảnh                      | 1,115               | 1.536+0.069 −0.076           | 6,460+130 −150               | [ 6 ]                                                                               |
| TOI-1333 A b              | 2.37± 0.24            | 1.396+0.056 −0.054       | 4.720219± 0.000011              | 0.0626+0.0011 −0.0012       | 1,679+35 −34   | quá cảnh                      | 653                 | 1.464+0.076 −0.079           | 6,274± 97                    | Host star also known as BD+47 3521A.                                                |
| TOI-1478 b                | 0.847+0.052 −0.048    | 1.061+0.040 −0.038       | 10.180249± 0.000015             | 0.0903+0.0018 −0.0013       | 918± 11        | quá cảnh                      | 498                 | 0.946+0.059 −0.041           | 5,595+83 −81                 | [ 6 ]                                                                               |
| TOI-1601 b                | 0.99± 0.11            | 1.239+0.046 −0.039       | 5.331751± 0.000011              | 0.06864+0.00079 −0.00075    | 1,619+24 −23   | quá cảnh                      | 1,096               | 1.517+0.053 −0.049           | 5,948+87 −89                 | [ 6 ]                                                                               |
| OGLE-2019-BLG-0960Lb      | 0.0071± 0.0027        |                          |                                 | 1.75± 0.55                  |                | thấu kính hấp dẫn             | 2,900± 1000         | 0.45± 0.15                   |                              | Smallest planet discovered by thấu kính hấp dẫn                                     |
| HD 110113 b               | 0.0143± 0.0020        | 0.183± 0.011             | 2.541+0.0005 −0.001             | 0.035± 0.001                | 1,371± 14      | quá cảnh                      | 346.5± 2.3          | 0.99± 0.08                   | 5,730                        | Radius gap planet, host star also known as TOI-755                                  |
| HD 110113 c               | 0.0330± 0.0038        |                          | 6.744+0.008 −0.009              | 0.068+0.001 −0.002          | 990± 10        | vận tốc xuyên tâm             | 346.5± 2.3          | 0.99± 0.08                   | 5,730                        | Host star also known as TOI-755.                                                    |
| KOI-5Ab                   | 0.179                 | 0.63                     | 5                               |                             |                | quá cảnh                      | 1,870± 70           | 1.13                         | 5861                         | Also called TOI-1241b.                                                              |
| TOI-178b                  | 0.0047+0.0012 −0.0013 | 0.102± 0.006             | 1.914558± 0.000018              | 0.02607± 0.00078            | 1,040+22 −21   | quá cảnh                      | 205.16± 0.03        | 0.650+0.027 −0.029           | 4,316± 70                    | [ 11 ]                                                                              |
| TOI-178c                  | 0.015+0.0017 −0.0021  | 0.149+0.01 −0.008        | 3.238450+0.000020 −0.000019     | 0.0370± 0.0011              | 873± 18        | quá cảnh                      | 205.16± 0.03        | 0.650+0.027 −0.029           | 4,316± 70                    | [ 11 ]                                                                              |
| TOI-178d                  | 0.0094+0.0025 −0.0032 | 0.229± 0.006             | 6.557700± 0.000016              | 0.0592± 0.0018              | 690± 14        | quá cảnh                      | 205.16± 0.03        | 0.650+0.027 −0.029           | 4,316± 70                    | [ 11 ]                                                                              |
| TOI-178e                  | 0.0121+0.0039 −0.0029 | 0.197+0.007 −0.008       | 9.961881± 0.000042              | 0.0783+0.0023 −0.0024       | 600± 12        | quá cảnh                      | 205.16± 0.03        | 0.650+0.027 −0.029           | 4,316± 70                    | [ 11 ]                                                                              |
| TOI-178f                  | 0.0242+0.0052 −0.0047 | 0.204± 0.009             | 15.231915+0.000115 −0.000095    | 0.1039± 0.0031              | 521± 11        | quá cảnh                      | 205.16± 0.03        | 0.650+0.027 −0.029           | 4,316± 70                    | [ 11 ]                                                                              |
| TOI-178g                  | 0.0123+0.0041 −0.0050 | 0.256+0.012 −0.011       | 20.70950+0.00014 −0.00011       | 0.1275+0.0038 −0.0039       | 470± 10        | quá cảnh                      | 205.16± 0.03        | 0.650+0.027 −0.029           | 4,316± 70                    | [ 11 ]                                                                              |
| HD 183579 b               | 0.0620+0.0126 −0.0123 | 0.317+0.013 −0.011       | 17.471278+0.000058 −0.000060    | 0.1334+0.0062 −0.0061       | 769+17 −13     | quá cảnh                      | 186.1± 0.8          | 1.031+0.025 −0.026           | 5,788± 44                    | Host star also known as TOI-1055                                                    |
| KMT-2019-BLG-0371b        | 7.70+11.34 −3.90      |                          |                                 | 0.79+0.14 −0.16             |                | thấu kính hấp dẫn             | 2,3000+3,000 −4,000 | 0.09+0.14 −0.05              |                              | Multiple solutions for orbital separation                                           |
| HD 5278 b                 | 0.0245+0.0047 −0.0044 | 0.219± 0.004             | 14.339156+0.000049 −0.000047    | 0.1202± 0.0013              | 943± 13        | quá cảnh                      | 183.1± 2.7          | 1.126+0.036 −0.035           | 6,203± 64                    | Host star also known as TOI-130.                                                    |
| HD 5278 c                 | 0.0579+0.0057 −0.0060 |                          | 0.2416± 0.0027                  | 0.1202± 0.0013              | 943± 13        | vận tốc xuyên tâm             | 183.1± 2.7          | 1.126+0.036 −0.035           | 6,203± 64                    | Host star also known as TOI-130.                                                    |
| KMT-2018-BLG-1025Lb       | 0.0191+0.0258 −0.0104 |                          |                                 | 1.305+0.194 −0.227          |                | thấu kính hấp dẫn             | 22,000± 3,000       | 0.219+0.297 −0.120           |                              | Multiple solutions for orbital parameters                                           |
| TOI-558b                  | 3.61± 0.15            | 1.086+0.041 −0.038       | 14.574071± 0.000026             | 0.1291+0.0020 −0.0021       | 1,061+13 −12   | quá cảnh                      | 1,312± 17           | 1.349+0.064 −0.065           | 6,466+95 −93                 | [ 17 ]                                                                              |
| TOI-559b                  | 6.01+0.24 −0.23       | 1.091+0.028 −0.025       | 6.9839095± 0.0000051            | 0.0723± 0.0013              | 1,180+18 −16   | quá cảnh                      | 761± 7              | 1.026± 0.057                 | 5,925+85 −76                 | [ 17 ]                                                                              |
| Candidate 1               | 0.062-0.157           | 0.3011-0.6386            |                                 |                             |                | hình ảnh trực tiếp            | 4.37                |                              | Imaged near Alpha Centauri A |                                                                                     |
| HD 13808 b                | 0.0346                |                          | 14.2                            | 0.11                        |                | vận tốc xuyên tâm             | 92.2                | 0.771± 0.022                 | 5,035± 50                    | Candidate since 2011, confirmed in 2021                                             |
| HD 13808 c                | 0.0315                |                          | 53.8                            | 0.26                        |                | vận tốc xuyên tâm             | 92.2                | 0.771± 0.022                 | 5,035± 50                    | Candidate since 2011, confirmed in 2021                                             |
| TOI 451 b                 |                       | 0.1732+0.0134 −0.0116    | 1.858701+0.000027 −0.000033     | 0.0271+0.0023 −0.0038       | 1,524+100 −60  | quá cảnh                      | 405.1± 1.3          | 0.94± 0.025                  | 5,550± 56                    | Planets orbiting primary of wide binary system. Host star also known as CD-38 1467. |
| TOI 451 c                 |                       | 0.2741± 0.0125           | 9.192523+0.000064 −0.000084     | 0.0771+0.0066 −0.0093       | 903+53 −36     | quá cảnh                      | 405.1± 1.3          | 0.94± 0.025                  | 5,550± 56                    | Planets orbiting primary of wide binary system. Host star also known as CD-38 1467. |
| TOI 451 d                 |                       | 0.3598± 0.0134           | 16.364981+0.000047 −0.000049    | 0.1255+0.0057 −0.0065       | 708+15 −12     | quá cảnh                      | 405.1± 1.3          | 0.94± 0.025                  | 5,550± 56                    | Planets orbiting primary of wide binary system Host star also known as CD-38 1467.  |
| HD 110082 b               |                       | 0.2857± 0.0089           | 10.18271± 0.00004               | 0.113+0.009 −0.013          |                | quá cảnh                      | 342.8± 0.9          | 1.21± 0.06                   | 6,200± 100                   | Orbiting a primary of wide binary system Host star also known as TOI-1098.          |
| OGLE-2018-BLG-0567Lb      | 0.32+0.34 −0.16       |                          |                                 | 2.72+0.49 −0.55             |                | thấu kính hấp dẫn             | 23,000± 3,000       | 0.24+0.16 −0.13              |                              | [ 23 ]                                                                              |
| OGLE-2018-BLG-0962Lb      | 1.37+0.80 −0.72       |                          |                                 | 3.57+0.68 −1.02             |                | thấu kính hấp dẫn             | 21,000+3,000 −5,000 | 0.55+0.32 −0.29              |                              | [ 23 ]                                                                              |
| Gliese 740 b              | 0.0093± 0.0016        |                          | 2.37756+0.00013 −0.00011        | 0.029± 0.001                | 829+40 −50     | vận tốc xuyên tâm             | 36.21± 0.02         | 0.58± 0.06                   | 3,913± 21                    | [ 24 ]                                                                              |
| OGLE-2018-BLG-1428Lb      | 0.77+0.77 −0.53       |                          |                                 | 3.30+0.59 −0.83             |                | thấu kính hấp dẫn             | 20,000+3,000 −5,000 | 0.43+0.33 −0.22              |                              | [ 25 ]                                                                              |
| LHS 1478 b                | 0.0073± 0.0006        | 0.111± 0.004             | 1.9495378+0.0000040 −0.0000041  | 0.01848+0.00061 −0.0006     | 595+10 −9      | quá cảnh                      | 59.40± 0.03         | 0.236± 0.012                 | 3,381± 54                    | Host star also known as TOI-1640 or G 245-61.                                       |
| TOI-1685 b                | 0.0121± 0.030         | 0.131± 0.006             | 0.6691425± 0.0000037            | 0.01156± 0.00009            | 1,052± 21      | quá cảnh                      | 122.68± 0.09        | 0.495± 0.019                 | 3,434± 51                    | Host star also known as UCAC4 666-026266                                            |
| TOI-1685 c                | 0.0290± 0.0065        |                          | 9.025+0.104 −0.119              |                             | 449.1± 6.9     | vận tốc xuyên tâm             | 122.68± 0.09        | 0.495± 0.019                 | 3,434± 51                    | Unconfirmed                                                                         |
| KMT-2020-BLG-0414Lb       | 0.0032                |                          |                                 | 0.15                        |                | thấu kính hấp dẫn             | 3,300± 300          | 0.3                          |                              | Also a brown dwarf with mass 17 MJ in the system at 15 AU separation                |
| HD 39474 b                | 0.42+0.05 −0.03       | 1.008+0.012 −0.015       | 52.97818+0.00004 −0.00004       | 0.30+0.02 −0.03             | 759+37 −26     | quá cảnh                      | 372.5± 1.1          | 1.316± 0.027                 | 6,394± 75                    | Host star also known as TOI-201                                                     |
| Gliese 486 b              | 0.0089± 0.0004        | 0.117± 0.006             | 1.467119+0.000031 −0.000030     | 0.01734+0.00026 −0.00027    | 701± 13        | quá cảnh                      | 26.344± 0.013       | 0.323± 0.015                 | 3,340± 54                    | Planet may have a measurable atmosphere                                             |
| NGTS-15b                  | 0.751+0.102 −0.088    | 1.10± 0.10               | 3.27623± 0.00001                | 0.0441± 0.0046              | 1,146± 47      | quá cảnh                      | 2,580± 60           | 0.995± 0.015                 | 5,600± 150                   | [ 32 ]                                                                              |
| NGTS-16b                  | 0.667+0.157 −0.129    | 1.30+0.13 −0.12          | 4.84532± 0.00002                | 0.0523± 0.0064              | 1,177± 59      | quá cảnh                      | 2,910+95 −75        | 1.002± 0.011                 | 5,550± 150                   | [ 32 ]                                                                              |
| NGTS-17b                  | 0.764+0.195 −0.164    | 1.24± 0.11               | 3.24253± 0.00001                | 0.0391± 0.0043              | 1,457± 50      | quá cảnh                      | 3,420± 90           | 1.025+0.015 −0.014           | 5,650± 100                   | [ 32 ]                                                                              |
| NGTS-18b                  | 0.409+0.081 −0.063    | 1.21± 0.18               | 3.05125± 0.00001                | 0.0448± 0.0068              | 1,381+55 −53   | quá cảnh                      | 3,610± 140          | 1.003+0.020 −0.012           | 5,610± 150                   | [ 32 ]                                                                              |
| OGLE-2019-BLG-1053Lb      | 0.0078+0.0037 −0.0031 |                          |                                 | 3.4± 0.5                    |                | thấu kính hấp dẫn             | 22,000+3,000 −2,000 | 0.61+0.29 −0.24              |                              | [ 33 ]                                                                              |
| TOI-1634 b                | 0.0313± 0.0030        | 0.158± 0.007             | 0.9893457± 0.0000034            | 0.01491± 0.00015            | 921± 21        | quá cảnh                      | 114.40± 0.08        | 0.452± 0.014                 | 3,472± 48                    | [ 28 ] [ 34 ]                                                                       |
| KMT-2019-BLG-1715         | 2.56+1.13 −1.16       |                          |                                 | 3.32+0.82 −0.92             |                | thấu kính hấp dẫn             | 13,000± 3,000       | 0.61+0.27 −0.28              |                              | Multiple solutions for orbital separation, also 0.15M☉ red dwarf in the system.     |
| OGLE-2018-BLG-1185b       | 0.026+0.025 −0.015    |                          |                                 | 1.54+0.18 −0.22             |                | thấu kính hấp dẫn             | 24,000+2,000 −3,000 | 0.37+0.35 −0.21              |                              | Multiple solutions for planet and star masses.                                      |
| TOI-1260 b                | 0.0271+0.0043 −0.0037 | 0.208+0.009 −0.008       | 3.12748+0.000047 −0.000038      | 0.0366+0.0022 −0.0036       | 860+47 −31     | quá cảnh                      | 239.5± 0.3          | 0.66± 0.01                   | 4,227± 85                    | [ 37 ]                                                                              |
| TOI-1260 c                | 0.0373+0.0106 −0.0102 | 0.252± 0.013             | 7.49325+0.00015 −0.00013        | 0.0656+0.0039 −0.0065       | 643+35 −23     | quá cảnh                      | 239.5± 0.3          | 0.66± 0.01                   | 4,227± 85                    | [ 37 ]                                                                              |
| KMT-2018-BLG-1976Lb       | 1.96+1.23 −1.12       |                          |                                 | 2.04+0.72 −0.83             |                | thấu kính hấp dẫn             | 19,000± 2,000       | 0.65+0.41 −0.37              |                              | [ 38 ]                                                                              |
| KMT-2018-BLG-1996Lb       | 1.22+0.72 −0.63       |                          |                                 | 1.97+0.51 −0.25             |                | thấu kính hấp dẫn             | 19,000± 2,000       | 0.69+0.40 −0.38              |                              | [ 38 ]                                                                              |
| OGLE-2019-BLG-0954Lb      | 14.2+9.9 −7.5         |                          |                                 | 2.65+0.89 −1.20             |                | thấu kính hấp dẫn             | 12,000+1,000 −2,000 | 0.80+0.55 −0.42              |                              | [ 38 ]                                                                              |
| YSES 2 b                  | 6.3+1.6 −0.9          |                          |                                 | 115                         |                | hình ảnh trực tiếp            | 356.4± 0.5          | 1.10± 0.03                   | 4,749± 40                    | [ 39 ]                                                                              |
| KMT-2016-BLG-2605b        | 0.8+1.2 −0.4          |                          |                                 | 0.68± 0.11                  |                | thấu kính hấp dẫn             | 21,000± 3,000       | 0.065+0.10 −0.035            |                              | [ 40 ]                                                                              |
| TOI-1431 b                | 3.14+0.19 −0.18       | 1.51± 0.06               | 2.65022± 0.00001                | 0.047± 0.002                | 2,370± 100     | quá cảnh                      | 488± 3              | 1.90+0.10 −0.08              | 7,690+400 −250               | Also known as MASCARA-5b                                                            |
| TOI-269 b                 | 0.0277± 0.0044        | 0.247± 0.011             | 3.697723+0.000018 −0.000017     | 0.0345± 0.0015              | 531± 25        | quá cảnh                      | 186.01± 0.25        | 0.3917± 0.0095               | 3,514± 70                    | [ 43 ]                                                                              |
| TOI-220 b                 | 0.0434± 0.0031        | 0.271± 0.013             | 10.695264                       | 0.08911± 0.0010             | 805± 21        | quá cảnh                      | 290± 13             | 0.825± 0.028                 | 5,298± 65                    | Additional long-period planet suspected                                             |
| TOI 1062 b                | 0.0320± 0.0026        | 0.202± 0.008             | 4.11412+0.0014 −0.0015          | 0.052                       | 1,077+10 −9    | quá cảnh                      | 268.7± 0.2          | 0.94± 0.02                   | 5,328± 56                    | [ 45 ]                                                                              |
| TOI 1062 c                | 0.0294± 0.0039        |                          | 7.978+0.021 −0.023              | 0.080+0.013 −0.012          | 859+9 −8       | vận tốc xuyên tâm             | 268.7± 0.2          | 0.94± 0.02                   | 5,328± 56                    | [ 45 ]                                                                              |
| Kepler-129d               | 8.3+1.1 −0.7          |                          | 2646+140 −94                    | 4.0± 0.1                    |                | vận tốc xuyên tâm             | 1,349± 14           | 1.18                         | 5,770                        | [ 46 ]                                                                              |
| Gliese 9689 b             | 0.0304± 0.0046        |                          | 18.27± 0.01                     | 0.1139± 0.0039              | 453± 39        | vận tốc xuyên tâm             | 100.10± 0.04        | 0.59± 0.06                   | 3,836± 69                    | [ 47 ]                                                                              |
| TOI-1231 b                | 0.0485± 0.0104        | 0.326± 0.014             | 24.245586+0.000064 −0.000066    | 0.1288+0.0021 −0.0022       | 330            | quá cảnh                      | 89.68± 0.04         | 0.485± 0.024                 | 3,553± 31                    | [ 48 ]                                                                              |
| TIC 172900988 b           | 2.84± 0.25            | 1.009± 0.043             | 196.5± 7.7                      |                             |                | quá cảnh                      | 799± 9              | 1.24 and 1.20                | 6050 and 5983                | Circumbinary planet                                                                 |
| TOI-1444 b                | 0.0122± 0.0022        | 0.125± 0.006             | 0.4702694± 0.0000044            | 0.1288+0.0021 −0.0022       | 330            | quá cảnh                      | 408.9± 0.5          | 0.934± 0.038                 | 5,430± 90                    | [ 50 ]                                                                              |
| BD+45 0564 b              | 1.36± 0.12            |                          | 307.88± 1.47                    | 0.83± 0.04                  |                | vận tốc xuyên tâm             | 174± 2              | 0.81± 0.07                   | 5,004± 50                    | [ 51 ]                                                                              |
| BD+55 0362 b              | 0.72± 0.08            |                          | 265.59± 1.04                    | 0.78± 0.05                  |                | vận tốc xuyên tâm             | 168± 2              | 0.909± 0.099                 | 5,012± 78                    | Additional giant planet is suspected                                                |
| BD+63 1405 b              | 3.96± 0.31            |                          | 1,198.48± 60.79                 | 2.06± 0.14                  |                | vận tốc xuyên tâm             | 124.4± 1.2          | 0.82± 0.08                   | 5,000± 53                    | Extremely eccentric orbit                                                           |
| HD 124330 b               | 0.75± 0.06            |                          | 270.66± 1.21                    | 0.86± 0.04                  |                | vận tốc xuyên tâm             | 198± 3              | 1.15± 0.079                  | 5,873± 19                    | Additional giant planet is suspected                                                |
| HD 155193 b               | 0.75± 0.06            |                          | 352.65± 2.58                    | 1.04± 0.04                  |                | vận tốc xuyên tâm             | 186± 6              | 1.221± 0.083                 | 6,239± 20                    | [ 51 ]                                                                              |
| HD 331093 b               | 1.50± 0.11            |                          | 621.62± 16.11                   | 1.44± 0.07                  |                | vận tốc xuyên tâm             | 164.07± 0.14        | 1.030± 0.079                 | 5,544± 33                    | [ 51 ]                                                                              |
| HD 107148 c               | 0.0626+0.0097 −0.0098 |                          | 18.3267+0.0022 −0.0024          | 0.1406± 0.0018              |                | vận tốc xuyên tâm             | 161.4± 0.4          | 1.1± 0.1                     | 5,789± 36                    | [ 52 ]                                                                              |
| HD 136925 b               | 0.84+0.078 −0.074     |                          | 4,540+160 −140                  | 5.13+0.12 −0.11             |                | vận tốc xuyên tâm             | 156.2               |                              | 5715                         | Additional planet suspected                                                         |
| Lambda Serpentis b        | 0.0428+0.0047 −0.0045 |                          | 15.5083+0.0016 −0.0018          | 0.1238± 0.002               |                | vận tốc xuyên tâm             | 38.87± 0.07         | 1.14                         | 5,884± 4                     | [ 52 ]                                                                              |
| HD 156668 c               | 0.0991+0.0079 −0.0077 |                          | 811.3+5.2 −5.3                  | 1.570± 0.017                |                | vận tốc xuyên tâm             | 79.34± 0.03         | 0.772± 0.020                 | 4,850± 88                    | Additional body in system is suspected                                              |
| HD 164922 e               | 0.0331± 0.0031        |                          | 41.763± 0.012                   | 0.2293+0.0026 −0.0027       |                | vận tốc xuyên tâm             | 71.69± 0.03         | 0.874± 0.012                 | 5,293± 32                    | [ 52 ]                                                                              |
| HD 168009 b               | 0.0300+0.0038 −0.0037 |                          | 15.1479+0.0035 −0.0037          | 0.1192+0.0017 −0.0018       |                | vận tốc xuyên tâm             | 75.97± 0.03         | 0.99                         | 5,792± 80                    | [ 52 ]                                                                              |
| HD 213472 b               | 3.48+1.10 −0.59       |                          | 16,700+12,000 −4,800            | 13.0+5.7 −2.6               |                | vận tốc xuyên tâm             | 210.6               |                              |                              | [ 52 ]                                                                              |
| HD 24040 c                | 0.201± 0.027          |                          | 515.4+2.2 −2.5                  | 1.3± 0.021                  |                | vận tốc xuyên tâm             | 152.3± 0.4          | 1.14± 0.02                   | 5,917± 52                    | [ 52 ]                                                                              |
| HD 26161 b                | 13.5+8.5 −3.7         |                          | 32,000+21,000 −10,000           | 20.4+7.9 −4.9               |                | vận tốc xuyên tâm             | 133.6± 0.3          |                              |                              | Very eccentric orbit, and also red dwarf in the system                              |
| HD 3765 b                 | 0.173+0.014 −0.013    |                          | 1,211+15 −16                    | 2.108+0.032 −0.033          |                | vận tốc xuyên tâm             | 78.5± 0.1           |                              |                              | [ 52 ]                                                                              |
| HD 66428 c                | 27+22 −17             |                          | 39,000+56,000 −18,000           | 23.0+19.0 −7.6              |                | vận tốc xuyên tâm             | 174.1± 0.7          | 1.09± 0.02                   | 5,773± 55                    | [ 52 ]                                                                              |
| HD 68988 c                | 15.0+2.8 −1.5         |                          | 16,100+11,000 −3,500            | 13.2+5.3 −2.0               |                | vận tốc xuyên tâm             | 198.8± 0.6          | 1.16± 0.01                   | 5,919± 11                    | Suspected since 2006                                                                |
| Lalande 21185 c           | 0.0568+0.0091 −0.0083 |                          | 3190+200 −170                   | 3.1+0.13 −0.11              |                | vận tốc xuyên tâm             | 8.31± 0.01          | 0.390± 0.011                 | 3,601± 51                    | [ 52 ]                                                                              |
| G 264-12 b                | 0.0079± 0.0009        |                          | 2.30538± 0.00031                | 0.02279± 0.00061            | 587± 16        | vận tốc xuyên tâm             | 52.14± 0.03         | 0.297± 0.024                 | 3,326± 54                    | [ 53 ]                                                                              |
| G 264-12 c                | 0.0118± 0.0015        |                          | 8.0518± 0.0034                  | 0.0525± 0.0014              | 387± 11        | vận tốc xuyên tâm             | 52.14± 0.03         | 0.297± 0.024                 | 3,326± 54                    | [ 53 ]                                                                              |
| Gliese 393 b              | 0.0054± 0.0008        |                          | 7.02679+0.00082 −0.00085        | 0.05402± 0.00072            | 485± 11        | vận tốc xuyên tâm             | 22.956± 0.008       | 0.426± 0.017                 | 3,579± 51                    | [ 53 ]                                                                              |
| TOI-674b                  | 0.0739± 0.0104        | 0.470± 0.016             | 1.977143± 0.000003              | 0.0231± 0.0007              | 661± 14        | quá cảnh                      | 150.86± 0.11        | 0.442± 0.007                 | 3,505+28 −32                 | Possibly steam atmosphere                                                           |
| HD 152843 b               | 0.0364+0.0207 −0.0193 | 0.304± 0.012             | 11.6264+0.0022 −0.0025          | 0.1053+0.003 −0.0031        |                | quá cảnh                      | 352.0± 1.0          | 1.15± 0.04                   | 6,310± 100                   | [ 56 ]                                                                              |
| HD 152843 c               | 0.0865                | 0.521± 0.013             | 24.38+6.23 −3.4                 |                             |                | quá cảnh                      | 352.0± 1.0          | 1.15± 0.04                   | 6,310± 100                   | [ 56 ]                                                                              |
| KMT-2019-BLG-0253b        | 0.029+0.016 −0.013    |                          |                                 | 3.1+0.8 −0.9                |                | thấu kính hấp dẫn             | 16,000+6,000 −5,000 | 0.70+0.34 −0.31              |                              | [ 57 ]                                                                              |
| OGLE-2018-BLG-0506        | 0.051+0.038 −0.027    |                          |                                 | 3.0+0.7 −0.8                |                | thấu kính hấp dẫn             | 18,000± 5,000       | 0.63+0.37 −0.32              |                              | [ 57 ]                                                                              |
| OGLE-2018-BLG-0516        | 0.063+0.052 −0.034    |                          |                                 | 2.2+0.8 −0.7                |                | thấu kính hấp dẫn             | 7,000+3,000 −2,000  | 0.47+0.38 −0.25              |                              | [ 57 ]                                                                              |
| OGLE-2019-BLG-1492        | 0.117+0.079 −0.061    |                          |                                 | 2.7± 0.9                    |                | thấu kính hấp dẫn             | 18,000+6,000 −7,000 | 0.68± 0.34                   |                              | [ 57 ]                                                                              |
| OGLE-2018-BLG-0977        | 0.020+0.016 −0.012    |                          |                                 | 2.0+0.6 −0.5                |                | thấu kính hấp dẫn             | 7,000± 2,000        | 0.47+0.38 −0.27              |                              | [ 57 ]                                                                              |
| TOI-1789 b                | 0.70± 0.16            | 1.40+0.22 −0.13          | 3.208666± 0.000016              | 0.04873+0.00065 −0.0016     | 1,929+28 −18   | quá cảnh                      | 729± 3              | 1.499+0.061 −0.15            | 5,984+55 −57                 | [ 58 ]                                                                              |
| TOI-942 b                 |                       | 0.347+0.022 −0.020       | 4.32421± 0.000019               | 0.04866+0.00016 −0.00013    |                | quá cảnh                      | 493.9± 1.0          | 0.8220+0.0079 −0.0064        |                              | [ 59 ]                                                                              |
| TOI-942 c                 |                       | 0.417+0.030 −0.027       | 10.156272+0.000037 −0.000034    | 0.08598+0.00027 −0.00022    |                | quá cảnh                      | 493.9± 1.0          | 0.8220+0.0079 −0.0064        |                              | [ 59 ]                                                                              |
| KMT-2018-BLG-1743         | 0.245+0.339 −0.135    |                          |                                 | 1.449+0.209 −0.229          |                | thấu kính hấp dẫn             | 21,000± 3,000       | 0.193+0.268 −0.107           |                              | Multiple orbital solutions, binary host star                                        |
| TOI-1749 b                | 0.060+0.07 −0.04      | 0.124± 0.018             | 2.388821+0.000057 −0.000073     | 0.0291± 0.0005              | 831± 18        | quá cảnh                      | 324.8± 0.4          | 0.58± 0.03                   | 3,985± 55                    | [ 61 ]                                                                              |
| TOI-1749 c                | 0.007+0.018 −0.005    | 0.189± 0.011             | 4.489010+0.000040 −0.000061     | 0.0443± 0.0008              | 673± 15        | quá cảnh                      | 324.8± 0.4          | 0.58± 0.03                   | 3,985± 55                    | [ 61 ]                                                                              |
| TOI-1749 d                | 0.014+0.020 −0.011    | 0.225± 0.013             | 9.04455± 0.00012                | 0.0707± 0.0012              | 533± 12        | quá cảnh                      | 324.8± 0.4          | 0.58± 0.03                   | 3,985± 55                    | [ 61 ]                                                                              |
| HD 27969 b                | 4.80+0.24 −0.23       |                          | 654.5+5.7 −5.8                  | 1.552+0.032 −0.033          | 261± 11        | vận tốc xuyên tâm             |                     | 1.16± 0.07                   | 5,966± 21                    | [ 62 ]                                                                              |
| HD 80869 b                | 4.86+0.65 −0.29       |                          | 1711.7+9.3 −9.6                 | 2.878+0.045 −0.046          | 203.2+6.8 −5.5 | vận tốc xuyên tâm             |                     | 1.08± 0.05                   | 5,837± 15                    | Very eccentric orbit                                                                |
| HD 95544 b                | 6.84± 0.31            |                          | 2172+23 −21                     | 3.386+0.075 −0.077          | 156.5+5.4 −5.5 | vận tốc xuyên tâm             |                     | 1.09± 0.07                   | 5,722± 15                    | [ 62 ]                                                                              |
| HD 109286 b               | 2.99± 0.15            |                          | 520.1± 2.3                      | 1.259± 0.021                | 259.4± 5.5     | vận tốc xuyên tâm             |                     | 0.98± 0.05                   | 5,694± 23                    | [ 62 ]                                                                              |
| HD 115954 b               | 8.29+0.75 −0.58       |                          | 3700+1500 −390                  | 5.00+1.3 −0.36              | 144.9+8.1 −13  | vận tốc xuyên tâm             |                     | 1.18± 0.06                   | 5957± 26                     | [ 62 ]                                                                              |
| HD 211403 b               | 5.54+0.39 −0.38       |                          | 223.8± 0.41                     | 0.768± 0.013                | 380± 13        | vận tốc xuyên tâm             |                     | 1.20± 0.06                   | 6,273± 44                    | [ 62 ]                                                                              |
| Kepler-1704b              | 4.15± 0.29            | 1.065+0.043 −0.041       | 988.88113+0.00091 −0.00092      | 2.026+0.024 −0.031          | 253.8+3.7 −4.1 | quá cảnh                      | 2,690± 40           | 1.131+0.040 −0.051           | 5,745+88 −89                 | Very eccentric orbit (e=0.921),                                                     |
| TOI-532b                  | 0.1935+0.0305 −0.0293 | 0.520± 0.017             | 2.3266508± 0.0000030            | 0.0296± 0.00035             | 867± 18        | quá cảnh                      | 439.1± 1.2          | 0.639± 0.023                 | 3927± 37                     | Neptunian desert planet                                                             |
| TOI-2406b                 | 0.0286+0.0223 −0.0126 | 0.263+0.015 −0.014       | 3.0766896± 0.0000065            | 0.0228± 0.0016              | 447± 15        | quá cảnh                      | 181.4± 0.4          | 0.162± 0.008                 | 3,100± 75                    | [ 65 ]                                                                              |
| KIC 8121913 b             | 2.1± 0.4              |                          | 3.294601+0.000013 −0.00022      |                             |                | orbital brightness modulation | 2350                | 1.456+0.069 −0.15            | 5075.3+110.2 −109.4          | [ 66 ]                                                                              |
| KIC 10068024 b            | 2.0± 0.4              |                          | 2.073549+0.000008 −0.000177     |                             |                | orbital brightness modulation | 3,600               | 1.22+0.175 −0.139            | 6,118.4+127.2 −121.2         | [ 66 ]                                                                              |
| KIC 5479689 b             | 0.5+0.4 −0.1          |                          | 1.701531+0.000008 −0.000419     |                             |                | orbital brightness modulation | 1,504               | 0.966+0.03 −0.04             | 5459.1+90.0 −85.2            | [ 66 ]                                                                              |
| LTT 1445 Ac               | 0.0048± 0.0006        | 0.103                    | 3.12390                         | 0.02661+0.00047 −0.00049    |                | quá cảnh                      | 22.41± 0.01         | 0.256± 0.014                 | 3337± 150                    | [ 67 ]                                                                              |
| Luyten 98-59 e            | 0.0094                |                          | 12.8                            | 0.071                       | 342+20 −18     | vận tốc xuyên tâm             | 34.6                | 0.32± 0.03                   | 3500± 150                    | [ 68 ]                                                                              |
| Luyten 98-59 f            | 0.0078                |                          | 23.2                            | 0.103                       | 285+18 −17     | vận tốc xuyên tâm             | 34.6                | 0.32± 0.03                   | 3500± 150                    | Unconfirmed, potentially habitable exoplanet                                        |
| HD 191939 e               | 0.34± 0.01            |                          | 101.4± 0.4                      | 0.397± 0.005                | 397± 16        | vận tốc xuyên tâm             | 175.1± 0.2          | 0.92                         | 5400                         | Also suspected brown dwarf on wider orbit                                           |
| OGLE-2019-BLG-1058        | 6.836± 6.027          |                          |                                 |                             |                | thấu kính hấp dẫn             | 8,000± 5,000        |                              |                              | Multiple solutions, rogue planet                                                    |
| TOI-2184 b                | 0.65± 0.16            | 1.017± 0.051             | 6.90683± 0.00009                |                             |                | quá cảnh                      | 2,515± 22           | 1.53± 0.12                   | 5,966± 136                   | [ 71 ]                                                                              |
| TOI-431 b                 | 0.0097± 0.0011        | 0.0014± 0.004            | 0.490047+0.000010 −0.000007     | 0.0113+0.0002 −0.0003       | 1,862± 42      | quá cảnh                      | 106.37± 0.03        | 0.78± 0.07                   | 4,850± 75                    | Host star lso known as CD-26 2288 or HIP 26013.                                     |
| TOI-431 c                 | 0.0089+0.0013 −0.0011 |                          | 4.8494+0.0003 −0.0002           | 0.0052± 0.001               | 867± 20        | vận tốc xuyên tâm             | 106.37± 0.03        | 0.78± 0.07                   | 4,850± 75                    | Host star also known as CD-26 2288 or HIP 26013.                                    |
| TOI-431 d                 | 0.0312± 0.0047        | 0.294± 0.008             | 12.46103± 0.00002               | 0.098± 0.002                | 633± 14        | quá cảnh                      | 106.37± 0.03        | 0.78± 0.07                   | 4,850± 75                    | Host star lso known as CD-26 2288 or HIP 26013.                                     |
| TOI-2202 b                | 0.927+0.047 −0.048    | 1.01+0.522 −0.080        | 11.9108+0.0009 −0.0009          | 0.0956+0.0015 −0.0016       |                | quá cảnh                      | 770± 3              | 0.823+0.027 −0.023           | 5,144± 50                    | [ 73 ]                                                                              |
| TOI-2202 c                | 0.191+0.033 −0.030    |                          | 24.7545+0.0073 −0.0078          | 0.1558+0.0025 −0.0026       |                | timing                        | 770± 3              | 0.823+0.027 −0.023           | 5,144± 50                    | [ 73 ]                                                                              |
| EPIC 211314705.01         |                       | 0.139± 0.007             | 3.793306+0.000324 −0.000343     |                             | 543+8 −9       | quá cảnh                      | 300.0± 1.7          | 0.43± 0.01                   | 3,669+88 −82                 | Two more planets in system are suspected.                                           |
| EPIC 211401787.01         |                       | 0.247+0.013 −0.008       | 13.774798+0.000028 −0.000028    |                             | 969± 9         | quá cảnh                      | 525± 5              | 1.23± 0.02                   | 6,232+33 −39                 | Host star also known as BD+12 1842.                                                 |
| K2-268f                   |                       | 0.199+0.013 −0.008       | 26.270570+0.000105 −0.000109    |                             | 492+8 −10      | quá cảnh                      | 1,079± 10           | 0.84± 0.02                   | 5,106+70 −61                 | Two more planets were previously known; host star also known as EPIC 211413752.     |
| K2-268d                   |                       | 0.133+0.013 −0.006       | 4.528598+0.000016 −0.000015     |                             | 888+16 −15     | quá cảnh                      | 1,079± 10           | 0.84± 0.02                   | 5,106+70 −61                 | Two more planets were previously known; host star also known as EPIC 211413752.     |
| K2-268e                   |                       | 0.119+0.010 −0.007       | 6.131243+0.000032 −0.000033     |                             | 801± 13        | quá cảnh                      | 1,079± 10           | 0.84± 0.02                   | 5,106+70 −61                 | Two more planets were previously known; host star also known as EPIC 211413752.     |
| EPIC 211502222.01         |                       | 0.243+0.013 −0.009       | 22.996591+0.001848 −0.001859    |                             | 673+12 −11     | quá cảnh                      | 694± 6              | 1.10+0.03 −0.04              | 5,994+93 −91                 | [ 74 ]                                                                              |
| EPIC 211502222.02         |                       | 0.160+0.013 −0.009       | 9.398977+0.001506 −0.001348     |                             | 909± 14        | quá cảnh                      | 694± 6              | 1.10+0.03 −0.04              | 5,994+93 −91                 | [ 74 ]                                                                              |
| EPIC 211579112.01         |                       | 0.196+0.017 −0.014       | 17.706320± 0.000063             |                             | 266+5 −8       | quá cảnh                      | 403± 5              | 0.27+0.01 −0.02              | 3,315+137 −152               | [ 74 ]                                                                              |
| K2-185c                   |                       | 0.213± 0.008             | 52.713494+0.000155 −0.000164    |                             | 477+14 −17     | quá cảnh                      | 882± 11             | 0.96+0.05 −0.07              | 5,788+190 −157               | Host star also known as EPIC 211611158.                                             |
| EPIC 211647930.01         |                       | 0.552+0.025 −0.022       | 14.759287+0.000243 −0.000240    |                             | 826+14 −17     | quá cảnh                      | 1,133± 17           | 1.06± 0.04                   | 5,880+85 −82                 | [ 74 ]                                                                              |
| EPIC 211730024.01         |                       | 0.504+0.032 −0.025       | 5.113981+0.000061 −0.000062     |                             | 1,380+34 −30   | quá cảnh                      | 1,226± 21           | 1.36± 0.05                   | 6,502+132 −130               | [ 74 ]                                                                              |
| EPIC 211743874.01         |                       | 0.197+0.016 −0.013       | 12.283211± 0.000051             |                             | 949+21 −26     | quá cảnh                      | 1,850± 60           | 1.23± 0.04                   | 6,222+96 −91                 | [ 74 ]                                                                              |
| EPIC 211763214.01         |                       | 0.109+0.008 −0.005       | 21.194733+0.000108 −0.000107    |                             | 569+15 −22     | quá cảnh                      | 786± 9              | 0.86+0.03 −0.05              | 5,424+192 −144               | [ 74 ]                                                                              |
| EPIC 211770696.01         |                       | 0.234+0.017 −0.013       | 16.273563+0.000054 −0.000053    |                             | 850+19 −18     | quá cảnh                      | 1,390± 30           | 0.94+0.04 −0.03              | 5,869+88 −81                 | [ 74 ]                                                                              |
| EPIC 211779390.01         |                       | 0.092+0.010 −0.005       | 3.850614± 0.000012              |                             | 783+12 −14     | quá cảnh                      | 514± 2              | 0.66± 0.02                   | 4,558+91 −81                 | [ 74 ]                                                                              |
| EPIC 211897691.02         |                       | 0.171+0.017 −0.011       | 19.507428+0.000116 −0.000113    |                             | 508± 12        | quá cảnh                      | 1,187± 17           | 0.74+0.04 −0.03              | 4,857+86 −84                 | [ 74 ]                                                                              |
| EPIC 211923431.01         |                       | 0.300+0.039 −0.029       | 29.740451+0.000169 −0.000161    |                             | 606+31 −36     | quá cảnh                      | 2,460± 70           | 0.93± 0.04                   | 5,532± 90                    | [ 74 ]                                                                              |
| EPIC 211978988.01         |                       | 0.287+0.022 −0.017       | 36.552551+0.000127 −0.000122    |                             | 598+16 −15     | quá cảnh                      | 1,390± 20           | 0.98± 0.07                   | 5,817+45 −48                 | [ 74 ]                                                                              |
| TOI-1518 b                | 2.3                   | 1.875± 0.053             | 1.902603± 0.000011              | 0.0389± 0.0011              | 3,237± 59      | quá cảnh                      | 742± 6              | 1.79± 0.26                   | 7,300± 100                   | [ 74 ]                                                                              |
| EPIC 212058012.01         |                       | 0.181+0.012 −0.008       | 11.561052+0.000690 −0.000668    |                             | 861+14 −15     | quá cảnh                      | 684± 6              | 1.01± 0.05                   | 5,920± 104                   | [ 74 ]                                                                              |
| EPIC 212072539.01         |                       | 0.180+0.009 −0.006       | 7.676972+0.000012 −0.000012     |                             | 465± 7         | quá cảnh                      | 545± 3              | 0.49± 0.01                   | 3,804+93 −74                 | [ 74 ]                                                                              |
| EPIC 212072539.02         |                       | 0.147+0.015 −0.007       | 2.787174± 0.000004              |                             | 653+10 −12     | quá cảnh                      | 545± 3              | 0.49± 0.01                   | 3,804+93 −74                 | [ 74 ]                                                                              |
| EPIC 212081533.01         |                       | 0.142+0.009 −0.004       | 3.355850+0.000091 −0.000093     |                             | 722+7 −10      | quá cảnh                      | 245.8               | 0.51± 0.01                   | 4,374+38 −34                 | [ 74 ]                                                                              |
| EPIC 212088059.01         |                       | 0.188+0.018 −0.008       | 10.367437+0.000020 −0.000019    |                             | 437+4 −5       | quá cảnh                      | 532± 3              | 0.56± 0.01                   | 3,779+30 −26                 | [ 74 ]                                                                              |
| EPIC 212132195.01         |                       | 0.202+0.017 −0.009       | 26.201446+0.003331 −0.003124    |                             | 450± 5         | quá cảnh                      | 345.5± 1.6          | 0.71± 0.02                   | 4,801± 49                    | [ 74 ]                                                                              |
| EPIC 212161956.01         |                       | 0.215+0.010 −0.009       | 7.187257+0.000020 −0.000021     |                             | 640+20 −21     | quá cảnh                      | 1055± 13            | 0.66± 0.03                   | 4,599+178 −152               | [ 74 ]                                                                              |
| EPIC 212204403.01         |                       | 0.291+0.020 −0.010       | 4.688418+0.000119 −0.000117     |                             | 908+12 −11     | quá cảnh                      | 662± 5              | 0.83+0.02 −0.01              | 5,077+40 −39                 | [ 74 ]                                                                              |
| EPIC 212204403.02         |                       | 0.238+0.021 −0.010       | 12.550171+0.001018 −0.001057    |                             | 655+7 −9       | quá cảnh                      | 662± 5              | 0.83+0.02 −0.01              | 5,077+40 −39                 | [ 74 ]                                                                              |
| K2-304c                   |                       | 0.203+0.017 −0.011       | 5.213965± 0.000442              |                             | 866+27 −37     | quá cảnh                      | 1,380± 20           | 0.83+0.05 −0.04              | 5,171+172 −130               | Host star also known as EPIC 212297394.                                             |
| EPIC 212420823.01         |                       | 0.123+0.009 −0.006       | 9.032178± 0.000874              |                             | 518+5 −4       | quá cảnh                      | 1,450± 20           | 0.54± 0.01                   | 4,385+29 −31                 | [ 74 ]                                                                              |
| EPIC 212440430.02         |                       | 0.138+0.013 −0.010       | 4.163873+0.000022 −0.000023     |                             | 1,158+29 −34   | quá cảnh                      | 1,620± 20           | 0.98± 0.02                   | 5,789+46 −50                 | [ 74 ]                                                                              |
| EPIC 212543933.01         |                       | 0.227+0.023 −0.017       | 7.806164+0.000673 −0.000623     |                             | 934+28 −32     | quá cảnh                      | 1,310± 50           | 1.02± 0.02                   | 5,769+39 −37                 | [ 74 ]                                                                              |
| K2-307c                   |                       | 0.207+0.017 −0.011       | 23.228555+0.000068 −0.000071    |                             | 658+13 −14     | quá cảnh                      | 1,050± 20           | 0.99+0.03 −0.04              | 6,004+77 −78                 | Host star also known as EPIC 212587672.                                             |
| EPIC 251319382.01         |                       | 0.171+0.012 −0.006       | 8.234885+0.000508 −0.000475     |                             | 885+12 −14     | quá cảnh                      | 577± 6              | 0.95± 0.02                   | 5,791± 81                    | [ 74 ]                                                                              |
| EPIC 251319382.02         |                       | 0.199+0.012 −0.008       | 14.871387+0.000916 −0.000936    |                             | 727± 10        | quá cảnh                      | 577± 6              | 0.95± 0.02                   | 5,791± 81                    | [ 74 ]                                                                              |
| EPIC 251319382.03         |                       | 0.122+0.009 −0.006       | 3.665912+0.000273 −0.000295     |                             | 1,160+16 −15   | quá cảnh                      | 577± 6              | 0.95± 0.02                   | 5,791± 81                    | [ 74 ]                                                                              |
| EPIC 251554286.01         |                       | 0.496+0.020 −0.018       | 15.466805+0.000572 −0.000565    |                             | 735+13 −14     | quá cảnh                      | 883± 12             | 0.87± 0.02                   | 5,698± 55                    | [ 74 ]                                                                              |
| Gliese 146 b              | 0.0175+0.0023 −0.0021 |                          | 5.09071 ± 0.00026               | 0.0510+0.0024 −0.0026       | 573+63 −69     | vận tốc xuyên tâm             | 44.37± 0.01         | 0.684± 0.013                 | 4,385± 21                    | Host star also known as HD 22496.                                                   |
| EPIC 211525753.01         |                       | 0.201+0.020 −0.014       | 5.7385647+0.0013939 −0.0011048  | 0.0632+0.0096 −0.0176       | 1,066+190 −77  | quá cảnh                      |                     | 0.96+0.05 −0.06              | 5,790+177 −147               | [ 77 ]                                                                              |
| EPIC 211537087.01         |                       | 0.204+0.013 −0.011       | 21.0267366+0.0036912 −0.0038993 | 0.1599+0.0178 −0.0306       | 624+0 −37      | quá cảnh                      |                     | 0.90+0.05 −0.06              | 5,568+178 −150               | [ 77 ]                                                                              |
| EPIC 211730267.01         |                       | 0.332+0.021 −0.019       | 16.3488637+0.0013811 −0.0014022 | 0.1450+0.0136 −0.0235       | 735+8 −39      | quá cảnh                      |                     | 0.98± 0.07                   | 5,794+210 −169               | [ 77 ]                                                                              |
| EPIC 211914998.01         |                       | 0.239+0.015 −0.013       | 11.2510285+0.0018188 −0.0017892 | 0.0863+0.0079 −0.0159       | 888+0 −47      | quá cảnh                      |                     | 0.93± 0.06                   | 5,650+193 −152               | [ 77 ]                                                                              |
| TOI-3362b                 | 5.029+0.668 −0.646    | 1.142+0.043 −0.041       | 18.09547± 0.00003               | 0.153+0.002 −0.003          |                | quá cảnh                      | 1,198± 18           | 1.445+0.069 −0.073           | 6,532+88 −86                 | High eccentricity orbit                                                             |
| KMT-2017-BLG-2509b        | 2.09+1.68 −1.26       |                          |                                 | 2.14+0.27 −0.39             |                | thấu kính hấp dẫn             | 23,000± 3,000       | 0.46+0.37 −0.27              |                              | [ 79 ]                                                                              |
| OGLE-2017-BLG-1099b       | 3.02+2.43 −1.81       |                          |                                 | 2.73+0.40 −0.53             |                | thấu kính hấp dẫn             | 24,000± 3,000       | 0.45+0.36 −0.27              |                              | [ 79 ]                                                                              |
| OGLE-2019-BLG-0299b       | 6.22+3.80 −3.67       |                          |                                 | 2.80+0.58 −0.89             |                | thấu kính hấp dẫn             | 19,000± 4,000       | 0.59+0.36 −0.35              |                              | [ 79 ]                                                                              |
| TOI-1296b                 | 0.298± 0.039          | 1.231± 0.031             | 3.9443715± 0.0000058            | 0.0497+0.0023 −0.0028       | 1,562+43 −31   | quá cảnh                      | 1,023± 4            | 1.17± 0.14                   | 5,603± 47                    | [ 80 ]                                                                              |
| TOI-1298b                 | 0.356± 0.032          | 0.841± 0.021             | 4.537164± 0.000012              | 0.0590± 0.0023              | 1,388± 24      | quá cảnh                      | 1,041± 7            | 1.44± 0.10                   | 5,889± 43                    | [ 80 ]                                                                              |
| TOI-1201 b                | 0.0198± 0.0027        | 0.216± 0.008             | 2.4919863+0.0000030 −0.0000031  | 0.0287± 0.0012              | 703+15 −14     | quá cảnh                      | 122.77± 0.10        | 0.512± 0.020                 | 3,476± 51                    | Belongs to the Hyades, also red dwarf in the system.                                |
| RR Caeli c                | 2.7± 0.7              |                          | 14,200± 300                     | 9.7± 0.9                    |                | timing                        | 69.10± 0.03         | 0.18+0.44                    | 3,100+7,540                  | Circumbinary planet around red and white dwarfs                                     |
| TIC 257060897b            | 0.67± 0.03            | 1.49± 0.04               | 3.660028± 0.000006              | 0.051± 0.002                | 1,762± 21      | quá cảnh                      | 1,655± 8            | 1.32± 0.04                   | 6,128± 57                    | [ 83 ]                                                                              |
| TOI-530b                  | 0.40+0.09 −0.10       | 0.83± 0.06               | 6.387597+0.000019 −0.000018     | 0.052+0.005 −0.004          | 565+28 −31     | quá cảnh                      | 482± 2              | 0.53± 0.02                   | 3,659± 120                   | [ 84 ]                                                                              |
| HIP 97166b                | 0.0629± 0.047         | 0.245± 0.012             | 10.28891± 0.00004               | 0.089± 0.001                | 757± 25        | quá cảnh                      | 215.54± 0.33        | 0.898± 0.054                 | 5,198± 100                   | [ 85 ]                                                                              |
| HIP 97166c                | 9.9± 1.8              |                          | 16.84± 0.22                     | 0.124± 0.002                | 642± 22        | vận tốc xuyên tâm             | 215.54± 0.33        | 0.898± 0.054                 | 5,198± 100                   | [ 85 ]                                                                              |
| HD 63935 b                | 0.0340± 0.0057        | 0.267± 0.013             | 9.058811+0.000017 −0.000016     |                             | 911± 27        | quá cảnh                      | 159.36± 0.15        | 0.933± 0.054                 | 5,534± 100                   | [ 86 ]                                                                              |
| HD 63935 c                | 0.0349± 0.0076        | 0.259± 0.012             | 21.4023+0.00189 −0.00194        |                             | 684± 21        | quá cảnh                      | 159.36± 0.15        | 0.933± 0.054                 | 5,534± 100                   | [ 86 ]                                                                              |
| HD 207897 b               | 0.0453± 0.0050        | 0.223± 0.007             | 16.202159+0.000085 −0.000083    | 0.1163+0.0017 −0.001        | 632.2+8.1 −7.0 | quá cảnh                      | 92.15± 0.10         | 0.80+0.036 −0.030            | 5,070+60 −57                 | [ 87 ]                                                                              |
| 2MASS J04372171+2651014 b | 4± 1                  |                          |                                 | 115                         | 1,450± 50      | hình ảnh trực tiếp            | 417.9± 1.5          | 0.165± 0.015                 | 3,100                        | [ 88 ] [ 89 ]                                                                       |
| TOI 1227 b                |                       | 0.854+0.067 −0.052       | 27.36397± 0.00011               | 0.0886+0.0054 −0.0057       |                | quá cảnh                      | 329.3± 0.8          | 0.170± 0.015                 | 3,072± 74                    | [ 90 ]                                                                              |
| TOI-2285b                 |                       | 0.155± 0.007             | 27.26955+0.00013 −0.00010       | 0.1363± 0.0010              | 284± 6         | quá cảnh                      | 138.34± 0.14        | 0.454± 0.010                 | 3,491± 58                    | [ 91 ]                                                                              |
| LHS 1678 b                | 0.0002± 0.0003        | 0.062± 0.004             | 0.8602322+0.0000068 −0.0000048  | 0.01251+0.00059 −0.00056    |                | quá cảnh                      | 64.88± 0.03         | 0.345± 0.014                 | 3490± 50                     | [ 92 ]                                                                              |
| LHS 1678 c                | 0.0012+0.0013 −0.0008 | 0.088± 0.006             | 3.694247+0.0000024 −0.0000021   | 0.0331+0.0016 −0.0015       |                | quá cảnh                      | 64.88± 0.03         | 0.345± 0.014                 | 3490± 50                     | [ 92 ]                                                                              |
| HD 73583 b                | 0.0315± 0.0098        | 0.253± 0.009             | 6.3980418+0.0000065 −0.0000063  | 0.0601± 0.0026              | 721± 21        | quá cảnh                      | 103.08± 0.10        | 0.71± 0.02                   | 4511± 110                    | Host star also known as TOI-560, planetary helium emission detected.                |
| HD 73583 c                | 0.0302± 0.0055        | 0.212± 0.009             | 18.8797+0.00088 −0.00073        | 0.1236+0.0053 −0.0053       | 503± 15        | quá cảnh                      | 103.08± 0.10        | 0.71± 0.02                   | 4511± 110                    | Host star also known as TOI-560                                                     |
| TOI-1807 b                | 0.0071+0.0015 −0.0018 | 0.165± 0.004             | 0.549372± 0.000007              | 0.0135+0.0013 −0.0022       | 1499+82 −129   | quá cảnh                      | 133.88± 0.25        | 0.750+0.025 −0.024           | 4757+51 −50                  | Star is co-moving with TOI-2076                                                     |
| TOI-2076 b                |                       | 0.293± 0.038             | 10.35566± 0.00006               | 0.0631± 0.0027              | 870± 13        | quá cảnh                      | 136.70± 0.23        | 0.850+0.025 −0.026           | 5187+54 −53                  | Star is co-moving with TOI-1807                                                     |
| TOI-2076 c                |                       | 0.396± 0.004             | 21.01538+0.00084 −0.00074       | 0.0885± 0.0038              | 734± 11        | quá cảnh                      | 136.70± 0.23        | 0.850+0.025 −0.026           | 5187+54 −53                  | Star is co-moving with TOI-1807                                                     |
| TOI-2076 d                |                       | 0.370± 0.006             | 25.0893± 0.01                   | 0.1138+0.0048 −0.0049       | 648± 10        | quá cảnh                      | 136.70± 0.23        | 0.850+0.025 −0.026           | 5187+54 −53                  | Star is co-moving with TOI-1807                                                     |
| TOI-2257 b                |                       | 0.196± 0.010             | 35.189346                       | 0.145± 0.003                | 256+61 −17     | quá cảnh                      | 188.5± 0.3          | 0.33± 0.02                   | 3430± 130                    | Habitable zone planet                                                               |
| TOI-712 b                 | 0.0176                | 0.183+0.011 −0.007       | 9.531361+0.000018 −0.000017     | 0.07928+0.00096 −0.00091    | 650.0+6.0 −5.9 | quá cảnh                      | 191.2± 0.4          | 0.732+0.027 −0.025           | 4622+61 −59                  | [ 99 ]                                                                              |
| TOI-712 c                 | 0.0274                | 0.241+0.008 −0.007       | 51.69906± 0.00017               | 0.2447+0.0030 −0.0028       | 369.9+3.4 −3.3 | quá cảnh                      | 191.2± 0.4          | 0.732+0.027 −0.025           | 4622+61 −59                  | [ 99 ]                                                                              |
| TOI-712 d                 | 0.0236                | 0.221+0.008 −0.007       | 84.83960+0.00043 −0.00040       | 0.3405+0.0041 −0.0039       | 313.6+2.9 −2.8 | quá cảnh                      | 191.2± 0.4          | 0.732+0.027 −0.025           | 4622+61 −59                  | [ 99 ]                                                                              |
| OGLE-2019-BLG-0468Lb      | 3.43+1.83 −1.17       |                          |                                 | 3.29+4.15 −2.52             |                | thấu kính hấp dẫn             | 14000± 3000         | 0.92+0.49 −0.32              |                              | Multiple solutions for orbital parameters                                           |
| OGLE-2019-BLG-0468Lc      | 10.22+5.46 −3.50      |                          |                                 | 2.77+3.49 −2.12             |                | thấu kính hấp dẫn             | 14000± 3000         | 0.92+0.49 −0.32              |                              | Multiple solutions for orbital parameters                                           |
| KMT-2021-BLG-0912Lb       | 0.022+0.007 −0.008    |                          |                                 | 3.03+3.46 −2.46             |                | thấu kính hấp dẫn             | 22000± 3000         | 0.75+0.23 −0.28              |                              | Multiple solutions for orbital parameters                                           |
| HD 137496 b               | 0.0127± 0.0017        | 0.117± 0.005             | 1.62116± 0.00008                | 0.02732± 0.00019            | 2130+30 −29    | quá cảnh                      | 509± 6              | 1.035± 0.022                 | 5799± 61                     | [ 102 ]                                                                             |
| HD 137496 c               | 7.66± 0.11            |                          | 479.9+1.1 −1.0                  | 1.2163+0.0087 −0.0088       | 370± 5         | vận tốc xuyên tâm             | 509± 6              | 1.035± 0.022                 | 5799± 61                     | [ 102 ]                                                                             |
| HD 19615 b                | 8.5± 0.7              |                          | 402± 2                          | 1.1± 0.1                    |                | vận tốc xuyên tâm             | 872± 7              | 1.1± 0.1                     | 3987± 125                    | Red giant host star                                                                 |
| HD 150010 b               | 2.4± 0.4              |                          | 562± 8                          | 1.1± 0.1                    |                | vận tốc xuyên tâm             | 473.4± 2.1          | 1.3± 0.1                     | 4256± 125                    | Red giant host star                                                                 |
| HD 174205 b               | 4.2± 0.5              |                          | 582± 17                         | 1.7± 0.1                    |                | vận tốc xuyên tâm             | 769± 5              | 1.8± 0.1                     | 4393± 125                    | Red giant host star                                                                 |
| KMT-2018-BLG-1988Lb       | 0.021+0.015 −0.011    |                          |                                 | 2.83+1.23 −0.97             |                | thấu kính hấp dẫn             | 14000+6000 −5000    | 0.48+0.33 −0.25              |                              | Multiple solutions for orbital parameters                                           |
| KOI-984b                  | 0.0544± 0.0094        | 0.384± 0.004             | 4.2881785± 0.0000035            | 0.0504± 0.0006              | 1022+31 −30    | quá cảnh                      | 749± 4              | 0.928± 0.031                 | 5295± 150                    | Another planet in system on poorly constrained orbit                                |
| TOI-2109b                 | 5.02± 0.75            | 1.347± 0.047             | 0.67247414± 0.00000028          | 0.01791± 0.00065            | 3631± 69       | quá cảnh                      | 846± 9              | 1.447+0.075 −0.078           | 6530+160 −150                | [ 106 ]                                                                             |
| TOI-1238b                 | 0.0183± 0.0035        | 0.108± 0.010             | 0.764596+0.000016 −0.000013     | 0.0139± 0.0008              | 1133± 167      | quá cảnh                      | 2030.44± 0.20       | 0.59± 0.02                   | 4089± 54                     | [ 107 ]                                                                             |
| TOI-1238c                 | 0.0262± 0.0059        | 0.188± 0.013             | 3.294733+0.000040 −0.000047     | 0.037± 0.002                | 695± 105       | quá cảnh                      | 2030.44± 0.20       | 0.59± 0.02                   | 4089± 54                     | [ 107 ]                                                                             |
| K2-99c                    | 8.4± 0.2              |                          | 522.2± 1.4                      | 1.43± 0.01                  | 390± 6         | vận tốc xuyên tâm             | 1980                | 1.6                          | 5990                         | [ 108 ]                                                                             |
| HIP 5763b                 | 0.51                  |                          | 30.014+0.1528 −0.2842           | 0.170                       |                | vận tốc xuyên tâm             | 104.17± 0.14        | 0.72                         |                              | [ 109 ]                                                                             |
| HIP 34222b                | 0.83                  |                          | 160.0+2.7 −2.9                  | 0.492                       |                | vận tốc xuyên tâm             | 74.55± 0.09         | 0.62                         |                              | [ 109 ]                                                                             |
| HIP 86221b                | 0.71                  |                          | 2.224+0.0004 −0.0005            | 0.031                       |                | vận tốc xuyên tâm             | 96± 11              | 0.79                         |                              | [ 109 ]                                                                             |
| TOI-1842b                 | 0.214+0.040 −0.038    | 1.04+0.06 −0.05          | 9.5739+0.0002 −0.0001           | 0.01001± 0.0007             |                | quá cảnh                      | 729± 7              | 1.46± 0.03                   | 6230± 50                     | [ 110 ]                                                                             |
| Gliese 367b               | 0.0017± 0.0002        | 0.064± 0.005             | 0.321962+0.000010 −0.000012     | 0.0071± 0.0002              | 1745± 43       | quá cảnh                      | 30.695± 0.016       | 0.45± 0.011                  | 3522± 70                     | [ 111 ]                                                                             |
| HATS-74Ab                 | 1.46± 0.14            | 1.032± 0.021             | 1.73185606± 0.00000055          | 0.02384± 0.00011            | 895.1± 5.7     | quá cảnh                      | 952± 12             | 0.601± 0.008                 | 3775± 54                     | Host star also known as TOI-737                                                     |
| HATS-75b                  | 0.491± 0.039          | 0.884± 0.013             | 2.7886556± 0.0000011            | 0.032742+0.000134 −0.000099 | 772.3± 2.3     | quá cảnh                      | 640± 4              | 0.6017+0.0074 −0.0055        | 3812± 79                     | Host star also known as TOI-552                                                     |
| HATS-76b                  | 2.629± 0.089          | 1.079± 0.031             | 1.9416423± 0.0000014            | 0.02658+0.00021 −0.00029    | 939.8± 6.7     | quá cảnh                      | 1272± 19            | 0.662+0.016 −0.021           | 3990± 120                    | Host star also known as TOI-555                                                     |
| HATS-77b                  | 1.374+0.100 −0.074    | 1.165± 0.021             | 3.0876262± 0.0000016            | 0.03607± 0.00025            | 828.3± 5.9     | quá cảnh                      | 1440± 40            | 0.655± 0.014                 | 4082± 69                     | Host star also known as TOI-730                                                     |
| KOI-4777b                 |                       | 0.046± 0.003             | 0.412000± 0.000001              | 0.0080± 0.0003              | 1180± 20       | quá cảnh                      | 565± 4              | 0.41± 0.02                   | 3515± 69                     | [ 113 ]                                                                             |
| BD+60 1417b               | 15± 5                 | 1.31± 0.06               |                                 | 1662                        | 1303± 74       | hình ảnh trực tiếp            | 146.65± 0.09        | 1.0                          | 4993± 124                    | Young (≈100 million years) host star                                                |
| b Centauri b              | 10.9± 1.6             |                          | 200000± 100000                  | 556± 17                     |                | hình ảnh trực tiếp            | 325± 10             | 8± 2                         |                              | Circumbinary planet in unusually massive host star system                           |
| HD 360 b                  | 0.75+0.12 −0.15       |                          | 273.1+1.6 −0.8                  | 0.98+0.11 −0.03             |                | vận tốc xuyên tâm             | 362                 | 1.69+0.15 −0.53              | 4770                         | [ 116 ]                                                                             |
| Epsilon Piscium b         | 0.77+0.16 −0.10       |                          | 255.3+2.1 −1.4                  | 0.88+0.11 −0.10             |                | vận tốc xuyên tâm             | 183.2               | 1.41+1.45 −0.50              | 4824                         | Planetary candidate, unconfirmed                                                    |
| HD 10975 b                | 0.45+0.06 −0.15       |                          | 283.8+12.7 −0.1                 | 0.95+0.06 −0.08             |                | vận tốc xuyên tâm             | 379                 | 1.41+0.34 −0.35              | 4840                         | [ 116 ]                                                                             |
| HD 79181 b                | 0.64+0.06 −0.16       |                          | 273.1+1.3 −0.4                  | 0.90+0.07 −0.08             |                | vận tốc xuyên tâm             | 337                 | 1.28+0.32 −0.28              | 4862                         | [ 116 ]                                                                             |
| HD 99183 b                | 0.97+0.06 −0.25       |                          | 310.4+5.2 −1.7                  | 1.08+0.05 −0.07             |                | vận tốc xuyên tâm             | 355                 | 1.76+0.31 −0.30              | 4886                         | [ 116 ]                                                                             |
| Upsilon Leonis b          | 0.51+0.06 −0.26       |                          | 385.2+2.8 −1.3                  | 1.18+0.11 −0.32             |                | vận tốc xuyên tâm             | 177.8               | 1.48+0.90 −0.38              | 4836                         | [ 116 ]                                                                             |
| HD 161178 b               | 0.57+0.02 −0.16       |                          | 279.3+1.0 −0.8                  | 0.85+0.05 −0.07             |                | vận tốc xuyên tâm             | 351                 | 1.06+0.25 −0.17              | 4786                         | [ 116 ]                                                                             |
| HD 219139 b               | 0.78+0.05 −0.20       |                          | 275.5+2.3 −1.0                  | 0.94+0.06 −0.07             |                | vận tốc xuyên tâm             | 345                 | 1.46+0.31 −0.29              | 4831                         | [ 116 ]                                                                             |
| Gamma Piscium b           | 1.34+0.02 −0.31       |                          | 555.1+6.0 −2.5                  | 1.32+0.05 −0.08             |                | vận tốc xuyên tâm             | 138                 | 0.99+0.17 −0.13              | 4742                         | [ 116 ]                                                                             |
| OGLE-2014-BLG-0676Lb      | 3.68+0.69 −1.44       |                          |                                 | 4.53+1.49 −2.50             |                | thấu kính hấp dẫn             | 8700+2500 −4600     | 0.73+0.14 −0.29              |                              | [ 117 ]                                                                             |
| HD 103891 b               | 1.44+0.06 −0.05       |                          | 1919+14 −15                     | 3.27+0.02 −0.01             |                | vận tốc xuyên tâm             | 179.0± 0.4          | 1.28± 0.01                   | 6072± 20                     | [ 118 ]                                                                             |
| HD 105779 b               | 0.64± 0.06            |                          | 2412+55 −52                     | 3.38± 0.05                  |                | vận tốc xuyên tâm             | 179.7± 0.3          | 0.89± 0.01                   | 5792± 16                     | [ 118 ]                                                                             |
| HD 73583b                 |                       | 0.253+0.014 −0.011       | 6.3980661+0.0000095 −0.0000097  | 0.05995+0.00074 −0.00072    | 742.7+7.2 −7.0 | quá cảnh                      | 102.97± 0.10        | 0.701+0.026 −0.025           | 4574+62 −61                  | Host star also known as TOI 560                                                     |
| HD 73583c                 |                       | 0.2433+0.011 −0.0096     | 18.8805+0.0024 −0.0011          | 0.1233± 0.0015              | 517.8+5 −4.9   | quá cảnh                      | 102.97± 0.10        | 0.701+0.026 −0.025           | 4574+62 −61                  | Host star also known as TOI 560                                                     |
| OGLE-2014-BLG-0319Lb      | 0.57+0.36 −0.31       |                          |                                 | 3.49+1.17 −1.12             |                | thấu kính hấp dẫn             | 25000+4000 −9000    | 0.52+0.33 −0.29              |                              | [ 120 ]                                                                             |
| OGLE-2018-BLG-0383L b     | 0.0201+0.0173 −0.0088 |                          |                                 | 1.8± 0.2                    |                | thấu kính hấp dẫn             | 25000± 2000         | 0.10+0.13 −0.05              |                              | [ 121 ]                                                                             |